# Consell de la Llengua Occitana
El Consell de la Llengua Occitana o en occità Conselh de la Lenga Occitana o CLO [ˌseˌɛlˈu / ˈklɔ] (en occità provençal i niçard Conseu de la Lenga Occitana) és l'organisme de codificació de l'occità, fundat el 1996. Constituït per tal d'aturar la tendència a la disgregació de la unitat de la normativa assolida emprengué un treball de precisió, classificació i de reunificació de criteris.

## Història

### L'empenta del començament
El CLO es va fundar el 1996 (oficialment el 1997). Les seves primeres reunions de fundació i de treball es van fer a Tolosa de Llenguadoc (1996 i juny de 1997) i després a Nimes (agost de 1997).
La motivació per fundar el CLO va venir de la crisi i del desordre que afectaven la norma clàssica occitana des del 1975. En teoria, la norma clàssica es basava sobre l'obra de Loís Alibèrt a partir de la seva Gramatica occitana segon los parlars lengadocians del 1935, i després sobre la gestió d'aquesta norma per l'Institut d'Estudis Occitans (IEO) del 1945 enllà. Tot i així, a partir del 1975, l'IEO va deixar que es desenvolupessin pràctiques antinormatives o contradictòries dins seu, en les seves pròpies publicacions, i deixant de garantir, així, la difusió d'una norma estable i unívoca.
La iniciativa de fundació del CLO va ésser doble: 
- va venir d'una banda del Gidilòc (Grop d'Iniciativa per un Diccionari Informatizat de la Lenga Occitana)
- i d'altra banda, del Sector de Lingüística de l'IEO.

Ambdós organismes van manifestar la voluntat comuna de trobar solucions al desordre normatiu.
La composició del CLO es va fer en convidar especialistes reconeguts i actors culturals de diverses sensibilitats, segons el principi de la cooptació. Després, socis nous van entrar al CLO i altres el van deixar.
Les primeres reunions del 1996 (informal, a Tolosa) i del 1997 (de fundació oficial del CLO, a Tolosa, preseguida per una altra reunió a Nimes) van dur una sèrie de recomandacions per a resoldre les divergències d'ortografia més recurrents, que afectaven el conjunt de l'occità. També la reunió de Nimes va precisar qualques principis més específics per al provençal, el niçard i el vivaroalpí. En va sortir un document públic que resumia les solucions.
Els anys següents, del 1997 al 2002, el CLO va fer altres reunions regulars. Va adoptar una sèrie de solucions per a resoldre altres problemes recurrents, no solament en l'ortografia sinó en la norma oral.

### L'heretatge del CLO avui
Després d'un llarg període d'inactivitat degut a alguns atacs exteriors (2007-2021), el gener de 2021, el CLO va reprendre el seu funcionament ordinari amb Domergue Sumien com a nou president i Josiana Ubaud com a secretària, juntament amb altres socis destacats com ara Jacme Taupiac i Andrieu Bianchi. Des del 2021, el CLO vol trobar solucions a les vacil·lacions persistents en l’us de la llengua. Ho ha explicat en un comunicat.
Avui, les preconitzacions del CLO estan seguides per una part del moviment occitanista, que hi veu una solució útil per a desenvolupar l'occità d'una manera més ordenada, especialment en pedagogia. Les normes del CLO gaudeixen d'un reconeixement oficial per part del Consell General d'Aran (i doncs de l'Oficina de Foment e Ensenhament der Aranés) des del 5 d'octubre de 1999, i de l'Associacion Internacionala d'Estudis Occitans (AIEO) d'ençà el seu Congrés de Tolosa del 1997, pel Gidilòc que és membre fundador del CLO, i per una part dels ensenyants, formadors i organismes culturals. Certs llibres, CDs i DVDs precisen, en les pàgines de començament, que apliquen la norma del CLO.
Una altra part del moviment occitanista mostra sia indiferència, sia una manca d'informació, sia fins i tot una hostilitat envers la norma clàssica tal com el CLO la gestiona.